# Armata Rossa Cinese
L'Armata Rossa Cinese dei Lavoratori e dei Contadini o Esercito Rivoluzionario Cinese dei Lavoratori e dei Contadini, comunemente nota come Armata Rossa Cinese o semplicemente  Armata Rossa, era la forza armata del Partito Comunista Cinese dal 1928 al 1937. Si formò quando elementi comunisti dell'Esercito Rivoluzionario Nazionale si divisero e si ammutinarono nella Rivolta di Nanchang. L'Armata Rossa venne reincorporata nell'Esercito Rivoluzionario Nazionale come parte del Secondo Fronte Unito con il Kuomintang per combattere contro i giapponesi durante la seconda guerra sino-giapponese del 1937-1945. Nelle fasi successive della guerra civile cinese si separò dall'ERN ancora una volta e venne ribattezzata Esercito Popolare di Liberazione.

## Storia

### Formazione (fine anni Venti)
Nell'estate del 1926, il PCC rilevò le due divisioni delle forze del Partito Nazionalista Cinese e guidò un ammutinamento militare. Il generale delle forze nazionaliste He Long ordinò al XX Corpo d'armata di unirsi a loro. Avevano un totale di 20.000 soldati e progettavano di occupare Guangzhou. Tuttavia, vennero sconfitti prima di raggiungere Guangzhou con solo poche migliaia di uomini sopravvissuti alla battaglia. Zhu De guidò una colonna di sopravvissuti nell'Hunan per combattere nella rivolta del raccolto autunnale dove vennero nuovamente sconfitti. Dopo le rivolte fallite, Mao Zedong assunse il comando dei 1.000 sopravvissuti e stabilì un'area di base rivoluzionaria sui monti Jinggang. Le due armate unirono le forze l'anno successivo. Nell'inverno del 1927, il PCC pianificò di conquistare Guangzhou; tuttavia, la rivolta fallì e migliaia di ribelli vennero uccisi dalle forze nazionaliste del generale Li Jishen.
Tra il 1928 e il 1929, il PCC lanciò molteplici rivolte. Sebbene la maggior parte di loro fallì, vennero create diverse unità su piccola scala, come la Quarta Armata di Mao Zedong e Zhu De, che contava circa 6.000 uomini nell'estate del 1928 e che combatté nella provincia di Jiangxi. Sempre nell'estate del 1928, Peng Dehuai, il comandante di reggimento delle forze nazionaliste, guidò un ammutinamento militare. Anche un sopravvissuto della Rivolta di Nanchang, He Long, creò un'armata nella sua città natale, con ex soldati governativi come forza combattente principale.

### I primi successi (inizio anni Trenta)
All'inizio del 1930 vennero create più armate rosse e il numero di soldati rossi crebbe rapidamente. Nell'estate del 1930, l'Armata Rossa cinese era cresciuta fino a superare i 100.000 soldati e aveva diverse aree di base, come nella provincia dello Jiangxi meridionale e settentrionale, nella provincia dell'Hubei occidentale e nella provincia dell'Hunan orientale, tra le altre. La Quinta Armata di Peng Dehuai attaccò e occupò Changsha, la capitale della provincia dell'Hunan. Dopo l'attacco, la provincia dello Jiangxi divenne la più grande area di base dell'Armata Rossa cinese. Nell'autunno del 1930, la Settima Armata di Deng Xiaoping lasciò la sua area di base nella provincia del Guangxi.
Nel 1931, l'Armata Rossa cinese sconfisse tre volte le forze nazionaliste con un attacco su larga scala, causando la perdita di quasi 100.000 soldati da parte delle forze nazionaliste. Diverse armate rosse più piccole si unirono e formarono un gruppo d'armate. Nell'estate del 1931, il generale Zhang Guotao arrivò nell'area di base della Quarta Armata Rossa e prese il controllo dell'armata. La maggior parte degli alti ufficiali della Quarta Armata Rossa vennero uccisi da lui, inclusi Xu Jishen, Zhou Weijiong e Xiaofang. Movimenti simili si verificarono anche nella provincia dell'Hubei occidentale; nella primavera del 1931, Xia Xi rilevò l'armata di He Long e uccise la maggior parte dei suoi alti ufficiali, incluso Duan Dechang.
Nell'autunno del 1932, le forze nazionaliste radunarono 300.000 soldati per attaccare la Quarta Armata Rossa. La maggior parte dei futuri generali delle forze nazionaliste parteciparono a questa battaglia, come Huang Wei, Du Yuming, Sun Li-jen ed altri. Avendo perso più della metà dei suoi soldati, la Quarta Armata Rossa venne sconfitta e dovette ritirarsi dalla sua base. Anche la Terza Armata di He Long subì perdite significative, con più di 10.000 soldati che persero la vita dopo aver lasciato la provincia dell'Hubei occidentale. Durante questo periodo, ci furono anche diverse battaglie tra le forze nazionaliste e la Prima Armata Rossa della provincia dello Jiangxi.
Nella primavera del 1933, la Prima Armata Rossa sconfisse il quarto attacco su larga scala delle forze nazionaliste ed eliminò due e mezzo delle sue divisioni d'élite. Anche molti dei generali delle forze nazionaliste vennero catturati. Nel 1933, la Quarta Armata Rossa arrivò nel Sichuan e reclutò più di 80.000 soldati. Ciò indusse il signore della guerra della provincia del Sichuan Liu Xiang a radunare 200.000 truppe per attaccare la Quarta Armata Rossa in autunno.

### Le sconfitte (metà anni Trenta)
Nel 1934, le forze nazionaliste acquistarono nuove armi tedesche e lanciarono un quinto attacco su larga scala contro l'area di base dell'Armata Rossa nello Jiangxi. La Prima Armata Rossa perse più di 50.000 soldati in questa battaglia e dovette lasciare la provincia di Jiangxi per stabilire una nuova base. Questo fu l'inizio della lunga marcia. Circa 30.000 soldati vennero lasciati a difendere le aree di base nel sud della Cina. Nello stesso periodo, la Quarta Armata Rossa sconfisse gli attacchi di Liu Xiang, che perse più di 80.000 soldati in battaglia. Prima che la Prima Armata Rossa iniziasse la lunga marcia, la Sesta Legione di Xiao Ke arrivò nella provincia del Guizhou orientale e unì le forze con la Terza Armata di He Long. Successivamente, la Terza Armata cambiò la sua designazione in Seconda Legione.
Nell'autunno del 1935, la Prima Armata Rossa arrivò nella provincia settentrionale dello Shaanxi con solo 6.000 soldati dopo averne persi più di 80.000 lungo la strada. Durante questo stesso periodo, la Quarta Armata Rossa si spostò nella provincia del Sichuan settentrionale e pianificò di attaccare Chengdu. Alla fine del 1935 avevano perso più di 40.000 soldati e vennero sconfitti. Pertanto, venne costretti a trasferirsi nella provincia del Gansu meridionale e ad aspettare l'arrivo della Seconda e della Sesta Legione di He Long.

### Formazione di una nuova Armata (fine anni Trenta)
Nell'estate del 1936, la Seconda Legione, la Sesta Legione e la Trentaduesima Armata formarono un nuovo gruppo d'armate. Venne denominato Seconda Armata Rossa ed He Long venne incaricato di esserne il comandante. La Seconda Armata Rossa e la Quarta Armata Rossa arrivarono nella provincia dello Shaanxi settentrionale nell'autunno del 1936. Più o meno nello stesso periodo, circa 21.000 soldati della Quarta Armata Rossa attaccarono la provincia del Gansu, volendo trovare una via per l'Unione Sovietica. Entro la fine del 1936, vennero sconfitti dal generale delle forze nazionaliste Ma Bufang, con la cattura di oltre 6.000 soldati. Solo Xu Xiangqian ed altri alti ufficiali sopravvissero. A causa di questo grande fallimento, il comandante in capo della Quarta Armata Rossa Zhang Guotao venne privato del suo potere militare.
Quando scoppiò la guerra anti-giapponese il 7 luglio 1937, le forze militari comuniste vennero nominalmente integrate nell'Esercito Rivoluzionario Nazionale della Repubblica di Cina, formando le unità dell'Ottava Armata e della Nuova Quarta Armata. La Prima Armata Rossa venne integrata nella 115ª Divisione delle forze nazionaliste. La Seconda Armata Rossa venne integrata nella 120ª Divisione delle forze nazionaliste. La Quarta Armata Rossa venne integrata nella 129ª Divisione delle forze nazionaliste. Queste tre divisioni avevano in tutto 45.000 soldati. 10.000 soldati vennero lasciati a difendere le aree di base nel nord dello Shaanxi. Nella Cina meridionale, i 10.000 soldati della Nuova Quarta Armata agirono come forza di guerriglia. Al tempo della seconda guerra sino-giapponese, queste due armate contenevano un milione di uomini armati.
Dopo che il Partito Comunista assunse il potere nel 1949, i veterani dell'Armata Rossa erano venerati nella cultura cinese continentale e si distinguevano da coloro che si unirono per combattere con il Partito Comunista dopo l'integrazione con i nazionalisti o durante la seconda guerra civile.

Bandiera dell'Armata Rossa Cinese dei Lavoratori e dei Contadini dopo il gennaio 1934.

### Cronologia
- 1 agosto 1927: Rivolta di Nanchang
- 1927: Rivolta del raccolto autunnale
- 1927: Rivolta di Guangzhou
- Dal 1930 al 1931: Prima campagna di accerchiamento[3]
- 1931: Seconda campagna di accerchiamento[3]
- Luglio 1931: Terza campagna di accerchiamento[3]
- 1932-1933: Quarta campagna di accerchiamento[3]
- 1933-1934: Quinta campagna di accerchiamento[3]
- Dal 1934 al 1936: Lunga marcia[3][4]

## Leadership principale
Nel maggio 1933, l'Armata Rossa cinese iniziò a costruire un sistema di regolarizzazione militare. Stabilì il quartier generale dell'Armata Rossa in prima linea per comandare le operazioni.
| Carica militare                                  | Primo mandato                          | Secondo mandato                          | Terzo mandato                           |
| ------------------------------------------------ | -------------------------------------- | ---------------------------------------- | --------------------------------------- |
| Presidente della Commissione Militare            | Zhu De(朱德, 1933.5 - 1936.12)         | Mao Zedong(毛泽东, 1936.12 - 1937.7)     |                                         |
| Comandante in capo                               | Zhu De(朱德, 1933.5 - 1937.7)          |                                          |                                         |
| Capo commissario politico                        | Zhou Enlai(周恩来, 1933.5 - 1935.6)    | Zhang Guotao(张国焘, 1935.6 - 1937.7)    |                                         |
| Capo di stato maggiore                           | Liu Bocheng(刘伯承, 1933.5 - 1937.7)   |                                          |                                         |
| Vicecapo di stato maggiore                       | Zhang Yunyi(张云逸, 1933.5 - 1934.10)  | Ye Jianying(叶剑英, 1934.10 - 1937.7)    |                                         |
| Direttore del Dipartimento politico generale     | Wang Jiaxiang(王稼祥, 1933.5 - 1935.6) | Cheng Changhao(陈昌浩, 1935.6 - 1936.12) | Wang Jiaxiang(王稼祥, 1936.12 - 1937.7) |
| Vicedirettore del Dipartimento politico generale | He Chang(贺昌, 1933.5 - 1934.10)       | Yuan Guoping(袁国平, 1934.10 - 1936.12)  | Yang Shangkun(杨尚昆, 1936.12 - 1937.7) |
| Direttore della sicurezza                        | Li Kenong(李克农, 1933.5 - 1935.12)    | Luo Ruiqing(罗瑞卿, 1935.12 - 1937.7)    |                                         |
| Ministro dei Rifornimenti                        | Ye Jizhuang(叶季壮, 1933.5 - 1937.7)   |                                          |                                         |
| Ministro della Sanità pubblica                   | Peng Longbo(彭龙伯, 1933.5 - 1933.12)  | He Cheng(贺诚, 1933.12 - 1937.7)         |                                         |
| Ministro della Stazione militare                 | Yang Lisan(杨立三, 1933.5 - 1937.7)    |                                          |                                         |

### Comandanti di gruppo d'armate
L'Armata Rossa cinese spesso affermava di avere tre gruppi d'armate, sebbene, nel 1931, la Seconda Armata Rossa fosse molto più piccola delle altre due.
| Armata               | Carica militare                     | Primo mandato                              | Secondo mandato                          | Terzo mandato                           |
| -------------------- | ----------------------------------- | ------------------------------------------ | ---------------------------------------- | --------------------------------------- |
| Prima Armata Rossa   | Comandante                          | Zhu De(朱德, 1930.8 - 1935.10)             | Peng Dehuai(彭德怀, 1935.10 - 1937.8)    |                                         |
| Prima Armata Rossa   | Commissario politico                | Mao Zedong(毛泽东, 1930.8 - 1933.5)        | Zhou Enlai(周恩来, 1933.5 - 1935.10)     | Mao Zedong(毛泽东, 1935.10 - 1937.8)    |
| Prima Armata Rossa   | Capo di stato maggiore              | Zhu Yunqing(朱云卿, 1930.8 - 1931.6)       | Ye Jianying(叶剑英, 1931.6 - 1937.8)     |                                         |
| Prima Armata Rossa   | Direttore del Dipartimento politico | Yang Yuebin(杨岳彬, 1930.8 - 1932.6)       | Yang Shangkun(杨尚昆, 1932.6- 1935.10)   | Wang Jiaxiang(王稼祥, 1935.10 - 1937.8) |
| Seconda Armata Rossa | Comandante                          | He Long(贺龙, 1936.7 - 1937.8)             |                                          |                                         |
| Seconda Armata Rossa | Commissario politico                | Ren Bishi(任弼时, 1936.7 - 1936.10)        | Guan Xiangying(关向应, 1936.10 - 1937.8) |                                         |
| Seconda Armata Rossa | Capo di stato maggiore              | Li Da(李达, 1936.7 - 1936.10)              | Zhou Shidi(周士第, 1936.10 - 1937.8)     |                                         |
| Seconda Armata Rossa | Direttore del Dipartimento politico | Gan Siqi(甘泗淇, 1936.7 - 1936.10)         | Zhu Rui(朱瑞, 1936.10 - 1937.8)          |                                         |
| Quarta Armata Rossa  | Comandante                          | Xu Xiangqian(徐向前, 1931.11 - 1937.8)     |                                          |                                         |
| Quarta Armata Rossa  | Commissario politico                | Cheng Changhao(陈昌浩, 1931.11 - 1937.8)   |                                          |                                         |
| Quarta Armata Rossa  | Capo di stato maggiore              | Zeng Zhongsheng(曾中生, 1931.11 - 1933.10) | Ni Zhiliang(倪志亮, 1933.10 - 1936.4)    | Li Te(李特, 1936.4 - 1937.8)            |
| Quarta Armata Rossa  | Direttore del Dipartimento politico | Liu Shiqi(刘士奇, 1931.11 - 1932.11)       | Cheng Changhao(陈昌浩, 1932.11 - 1936.4) | Li Zhuoran(李卓然, 1936.4 - 1937.8)     |

### Leadership principale delle aree di base
Nel 1930, l'Armata Rossa cinese aveva stabilito diverse aree di base. Sebbene le designazioni dell'Armata Rossa cambiassero frequentemente, la leadership principale delle aree di base non cambiò in modo significativo.
| Area di base                                            | Durata      | Leadership principale  | Note              |
| ------------------------------------------------------- | ----------- | ---------------------- | ----------------- |
| Jiangxi                                                 | 1929 - 1934 | Mao Zedong(毛泽东)     |                   |
| Jiangxi                                                 | 1929 - 1934 | Zhu De(朱德)           |                   |
| Jiangxi                                                 | 1929 - 1934 | Bo Gu(博古)            |                   |
| Jiangxi                                                 | 1929 - 1934 | Zhou Enlai(周恩来)     |                   |
| Jiangxi settentrionale                                  | 1929 - 1934 | Kong Hechong(孔荷宠)   | Tradito nel 1934  |
| Jiangxi settentrionale                                  | 1929 - 1934 | Fu Qiutao(傅秋涛)      |                   |
| Jiangxi settentrionale                                  | 1929 - 1934 | Fang Buzhou(方步舟)    | Tradito neli 1937 |
| Jiangxi orientale                                       | 1929 - 1935 | Fang Zhimin(方志敏)    | Morto nel 1935    |
| Jiangxi orientale                                       | 1929 - 1935 | Zhou Jianping(周建屏)  |                   |
| Jiangxi orientale                                       | 1929 - 1935 | Shao Shiping(邵式平)   |                   |
| Fujian settentrionale                                   | 1929 - 1934 | Huang Dao(黄道)        |                   |
| Fujian settentrionale                                   | 1929 - 1934 | Huang Ligui(黄立贵)    | Morto nel 1937    |
| Fujian settentrionale                                   | 1929 - 1934 | Wu Xianxi(吴先喜)      | Morto nel 1937    |
| Jiangxi occidentale e Hunan orientale                   | 1930 - 1934 | Ren Bishi(任弼时)      |                   |
| Jiangxi occidentale e Hunan orientale                   | 1930 - 1934 | Wang Zhen(王震)        |                   |
| Jiangxi occidentale e Hunan orientale                   | 1930 - 1934 | Xiao Ke(萧克)          |                   |
| Jiangxi occidentale e Hunan orientale                   | 1930 - 1934 | Cai Huiwen(蔡会文)     | Morto nel 1936    |
| Anhui occidentale, Hubei orientale ed Henan meridionale | 1930 - 1932 | Zhang Guotao(张国焘)   |                   |
| Anhui occidentale, Hubei orientale ed Henan meridionale | 1930 - 1932 | Xu Jishen(许继慎)      | Morto nel 1931    |
| Anhui occidentale, Hubei orientale ed Henan meridionale | 1930 - 1932 | Xu Xiangqian(徐向前)   |                   |
| Anhui occidentale, Hubei orientale ed Henan meridionale | 1930 - 1932 | Chen Changhao(陈昌浩)  |                   |
| Anhui occidentale, Hubei orientale ed Henan meridionale | 1930 - 1932 | Shen Zemin(沈泽民)     | Morto nel 1933    |
| Hubei occidentale                                       | 1930 - 1932 | He Long(贺龙)          |                   |
| Hubei occidentale                                       | 1930 - 1932 | Zhou Yiqun(周逸群)     | Morto nel 1931    |
| Hubei occidentale                                       | 1930 - 1932 | Guan Xiangying(关向应) |                   |
| Hubei occidentale                                       | 1930 - 1932 | Xia xi(夏曦)           | Morto nel 1936    |
| Sichuan settentrionale                                  | 1933 - 1935 | Zhang Guotao(张国焘)   |                   |
| Sichuan settentrionale                                  | 1933 - 1935 | Xu Xiangqian(徐向前)   |                   |
| Sichuan settentrionale                                  | 1933 - 1935 | Chen Changhao(陈昌浩)  |                   |
| Sichuan settentrionale                                  | 1933 - 1935 | Wang Weizhou(王维舟)   |                   |
| Shaanxi settentrionale                                  | 1932 - 1937 | Liu Zhidan(刘志丹)     | Morto nel 1936    |
| Shaanxi settentrionale                                  | 1932 - 1937 | Xie Zichang(谢子长)    | Morto nel 1935    |
| Shaanxi settentrionale                                  | 1932 - 1937 | Xi Zhongxun(习仲勋)    |                   |
| Guangdong orientale                                     | 1930 - 1931 | Gu Dacun(古大存)       |                   |
| Guangxi                                                 | 1930 - 1932 | Deng Xiaoping(邓小平)  |                   |
| Guangxi                                                 | 1930 - 1932 | Li Mingrui(李明瑞)     | Morto nel 1931    |
| Guangxi                                                 | 1930 - 1932 | Yu Zuoyu(俞作豫)       | Morto nel 1930    |
| Guangxi                                                 | 1930 - 1932 | Wei Baqun(韦拔群)      | Morto nel 1932    |
| Hainan                                                  | 1930 - 1932 | Wang Wenming(王文明)   | Morto nel 1930    |
| Hainan                                                  | 1930 - 1932 | Feng Baiju(冯白驹)     |                   |

## Personale

### La ribellione militare
Nelle prime fasi della sua istituzione, la maggior parte degli ufficiali militari dell'Armata Rossa cinese erano composti da ex ufficiali delle forze nazionaliste, con la maggior parte di loro che si unirono segretamente all'Armata Rossa tra il 1925 e il 1928. Molti di questi ufficiali vennero uccisi nella prima anni di guerra. La più grande ribellione fu la Rivolta di Ningdu, avvenuta nell'inverno del 1931. Il generale Dong Zhentang, capo della 26ª Armata della Strada dell'Esercito Rivoluzionario Nazionale e i suoi 17.000 soldati furono i primi ad unirsi alla Prima Armata Rossa. Dopo la rivolta, il Partito Nazionalista rafforzò il suo controllo sull'esercito, rendendo più difficile il lancio di una ribellione militare. Nonostante ciò, il generale Zhang Guotao, che guardava con disprezzo gli ex ufficiali delle forze nazionaliste, guidò un attacco nell'estate del 1931 che uccise più di 2.500 ufficiali medi ed alti della Quarta Armata Rossa che provenivano dalle forze nazionaliste.

### Gradi e titoli
L'Armata Rossa cinese non aveva gradi militari. Ufficiali e soldati erano considerati uguali. All'inizio gli ufficiali venivano eletti dai soldati; tuttavia, durante le parti successive della guerra questo sistema venne eliminato. Dal reggimento all'armata, il sistema di comando a ogni livello aveva quattro comandanti: comandante, commissario politico, capo di stato maggiore e direttore del dipartimento politico, con il commissario politico che deteneva il potere maggiore.

### L'educazione militare
Con la diminuzione del numero di ex ufficiali delle forze nazionaliste che componevano l'Armata Rossa durante la guerra, l'Armata Rossa iniziò a sviluppare l'educazione militare per i nuovi ufficiali che erano ex agricoltori. Ogni area di base stabilì le proprie accademie militari, di solito utilizzando ufficiali nemici catturati come insegnanti. L'impresa ebbe molto successo e nel 1936 la maggior parte degli ufficiali militari dell'Armata Rossa erano ex agricoltori.

### Le purghe
Nel 1931, i comandanti stabilirono che c'erano un certo numero di spie nell'Armata Rossa. Questo problema divenne particolarmente diffuso quando il capo di stato maggiore della Prima Armata Rossa Zhu Yunqing venne assassinato da una spia in un ospedale. Successivamente, ogni Armata Rossa iniziò a giudicare e giustiziare gli ufficiali e i soldati sospettati. Nel 1931, la Prima Armata Rossa giustiziò circa 4.000 uomini. Anche la Quarta Armata Rossa e la Terza Armata Rossa giustiziarono migliaia di ufficiali, in particolare alti ufficiali. Queste epurazioni furono probabilmente uno dei motivi per cui la Terza e la Quarta Armata vennero rapidamente sconfitte nel 1932.

### La milizia
In genere l'area di base di un'Armata Rossa era circondata da forze nemiche. Per proteggere l'area di base dagli attacchi nemici, l'Armata Rossa reclutò guardie rosse. Le guardie rosse erano comandate da ufficiali del soviet locale. Quando scoppiò la guerra su larga scala, le guardie rosse erano responsabili del supporto logistico dell'Armata Rossa e fornirono nuovi soldati per l'Armata Rossa. Ad esempio, nell'inverno del 1932, l'Ottava Armata di Xiao Ke aveva 2.200 soldati rossi e 10.000 guardie rosse. Gli ufficiali delle guardie rosse non erano sempre leali. Nella primavera del 1933, uno degli ufficiali delle guardie rosse uccise il comandante della 29ª Armata Chen Qianlun e si arrese alle forze nazionaliste.

## Organizzazione
Di solito ogni armata o legione dell'Armata Rossa cinese aveva tre o due divisioni di fanteria. Ogni divisione aveva tre reggimenti di fanteria e una compagnia di mortai. In tempi diversi il numero dei soldati di una divisione era diverso. All'inizio ogni divisione aveva circa 1000 o 2000 uomini. Dal 1933 al 1936, una divisione di solito aveva circa 5000 o 6000 uomini.

### 1928
Dopo diverse rivolte, l'Armata Rossa cinese aveva diverse armate nell'estate del 1928.
| Provincia | Ordine di battaglia | Comandante          | Numero soldati |
| --------- | ------------------- | ------------------- | -------------- |
| Jiangxi   | 4ª Armata           | Zhu De(朱德)        | 6000           |
| Hunan     | 5ª Armata           | Peng Dehuai(彭德怀) | 2000           |
| Hubei     | 2ª Armata           | He Long(贺龙)       | 1500           |
| Anhui     | 11ª Armata          | Wu Guanghao(吴光浩) | 300            |

### 1930
L'Armata Rossa cinese divenne più forte di prima durante l'estate del 1930.
| Provincia | Ordine di battaglia | Comandante            | Numero soldati |
| --------- | ------------------- | --------------------- | -------------- |
| Jiangxi   | 4ª Armata           | Lin Biao(林彪)        | 5000           |
| Jiangxi   | 6ª Armata           | Huang Gonglue(黄公略) | 5000           |
| Jiangxi   | 10ª Armata          | Fang Zhimin(方志敏)   | 2000           |
| Jiangxi   | 12ª Armata          | Deng Yigang(邓毅刚)   | 3000           |
| Jiangxi   | 20ª Armata          | Hu Shaohai(胡少海)    | 1500           |
| Hunan     | 5ª Armata           | Peng Dehuai(彭德怀)   | 4000           |
| Hunan     | 8ª Armata           | He Zhanggong(何长工)  | 5000           |
| Hunan     | 16ª Armata          | Hu Yiming(胡一鸣)     | 2000           |
| Hubei     | 4ª Armata           | He Long(贺龙)         | 2000           |
| Hubei     | 6ª Armata           | Duan Dechang(段德昌)  | 8000           |
| Anhui     | 1ª Armata           | Xu Jishen(许继慎)     | 2100           |
| Zhejiang  | 13ª Armata          | Hu Gongmian(胡公冕)   | 3000           |
| Jiangsu   | 14ª Armata          | He Kun(何昆)          | 700            |
| Guangxi   | 7ª Armata           | Li Mingrui(李明瑞)    | 6000           |
| Guangxi   | 8ª Armata           | Yu Zuoyu(俞作豫)      | 1000           |

### 1932
Nell'estate del 1932, l'Armata Rossa cinese aveva formato tre forze principali prima della Quarta campagna di accerchiamento.
| Provincia                            | Ordine di battaglia | Comandante              | Numero soldati |
| ------------------------------------ | ------------------- | ----------------------- | -------------- |
| Jiangxi                              | 1ª Legione          | Lin Biao(林彪)          | 20000          |
| Jiangxi                              | 3ª Legione          | Peng Dehuai(彭德怀)     | 18000          |
| Jiangxi                              | 5ª Legione          | Dong Zhentang(董振堂)   | 17000          |
| Jiangxi                              | 12ª Armata          | Luo Binghui(罗炳辉)     | 7400           |
| Jiangxi                              | 22ª Armata          | Xiao Ke(萧克)           | 2000           |
| Jiangxi settentrionale               | 16ª Armata          | Kong Hechong(孔荷宠)    | 17000          |
| Hunan orientale                      | 8ª Armata           | Wang Zhen(王震)         | 2200           |
| Hunan orientale                      | 12ª Divisione       | Ye Changgeng(叶长庚)    | 1200           |
| Jiangxi orientale                    | 10ª Armata          | Zhou Jianping(周建屏)   | 4000           |
| Hubei occidentale                    | 3ª Armata           | He Long(贺龙)           | 14000          |
| Anhui occidentale ed Hubei orientale | 4ª Armata           | Xu Xiangqian(徐向前)    | 30000          |
| Anhui occidentale ed Hubei orientale | 25ª Armata          | Kuang Jixun(旷继勋)     | 12000          |
| Anhui occidentale ed Hubei orientale | 1ª Divisione        | Zeng Zhongsheng(曾中生) | 3000           |
| Shaanxi settentrionale               | 42ª Divisione       | Liu Zhidan(刘志丹)      | 200            |
| Guangxi                              | 21ª Divisione       | Wei Baqun(韦拔群)       | 1000           |

### 1934
L'Armata Rossa cinese aveva quasi 200.000 uomini nell'inverno del 1934.
| Provincia              | Armata               | Ordine di battaglia | Comandante            | Numero soldati |
| ---------------------- | -------------------- | ------------------- | --------------------- | -------------- |
| Jiangxi                | Prima Armata Rossa   | 1ª Legione          | Lin Biao(林彪)        | 22400          |
| Jiangxi                | Prima Armata Rossa   | 3ª Legione          | Peng Dehuai(彭德怀)   | 19800          |
| Jiangxi                | Prima Armata Rossa   | 5ª Legione          | Dong Zhentang(董振堂) | 12000          |
| Jiangxi                | Prima Armata Rossa   | 8ª Legione          | Zhou Kun(周昆)        | 10900          |
| Jiangxi                | Prima Armata Rossa   | 9ª Legione          | Luo Binghui(罗炳辉)   | 11500          |
| Guizhou orientale      | Seconda Armata Rossa | 2ª Legione          | He Long(贺龙)         | 4400           |
| Guizhou orientale      | Seconda Armata Rossa | 6ª Legione          | Xiao Ke(萧克)         | 3300           |
| Sichuan                | Quarta Armata Rossa  | 4ª Armata           | Wang Hongkun(王宏坤)  | 20000          |
| Sichuan                | Quarta Armata Rossa  | 9ª Armata           | He Wei(何畏)          | 18000          |
| Sichuan                | Quarta Armata Rossa  | 30ª Armata          | Yu Tianyun(余天云)    | 16000          |
| Sichuan                | Quarta Armata Rossa  | 31ª Armata          | Sun Yuqing(孙玉清)    | 16000          |
| Sichuan                | Quarta Armata Rossa  | 33ª Armata          | luo Nanhui (罗南辉)   | 10000          |
| Fujian                 | 7ª Armata            | 7ª Legione          | Xun Huaizhou (寻淮洲) | 6000           |
| Jiangxi orientale      | Nuova 10ª Armata     | Nuova 10ª Armata    | Liu Chouxi (刘畴西)   | 4000           |
| Jiangxi settentrionale | 16th Division        | 47º Reggimento      | Xu Yangang (徐彦刚)   | 1500           |
| Hubei orientale        | 25ª Armata           | 25ª Armata          | Xu Haidong (徐海东)   | 3100           |
| Shaanxi settentrionale | 26ª Armata           | 78ª Divisione       | Liu Zhidan (刘志丹)   | 2000           |
| Anhui occidentale      | 28ª Armata           | 82ª Divisione       | Gao Jingting (高敬亭) | 1000           |

### 1936
La maggior parte dell'Armata Rossa cinese era arrivata nella provincia dello Shaanxi settentrionale nell'autunno del 1936. Solo una minoranza di loro rimase nella Cina meridionale.
| Provincia                            | Armata                                 | Ordine di battaglia    | Comandante             | Numero soldati |
| ------------------------------------ | -------------------------------------- | ---------------------- | ---------------------- | -------------- |
| Shaanxi settentrionale               | Prima Armata Rossa                     | 1ª Legione             | Zuo Quan(左权)         | 10000          |
| Shaanxi settentrionale               | Prima Armata Rossa                     | 15ª Legione            | Xu Haidong(徐海东)     | 7000           |
| Shaanxi settentrionale               | Prima Armata Rossa                     | 28ª Armata             | Song Shilun (宋时轮)   | 1500           |
| Shaanxi settentrionale               | Seconda Armata Rossa                   | 2ª Legione             | He Long (贺龙)         | 6000           |
| Shaanxi settentrionale               | Seconda Armata Rossa                   | 6ª Legione             | Xiao Ke (萧克)         | 5000           |
| Shaanxi settentrionale               | Seconda Armata Rossa                   | 32ª Armata             | Luo Binghui (罗炳辉)   | 2000           |
| Shaanxi settentrionale               | Quarta Armata Rossa                    | 4ª Armata              | Chen Zaidao (陈再道)   | 9000           |
| Shaanxi settentrionale               | Quarta Armata Rossa                    | 31ª Armata             | Wang Shusheng (王树声) | 7000           |
| Gansu                                | Armata della Strada Occidentale        | 5ª Armata              | Dong Zhentang(董振堂)  | 3000           |
| Gansu                                | Armata della Strada Occidentale        | 9ª Armata              | Sun Yuqing (孙玉清)    | 6500           |
| Gansu                                | Armata della Strada Occidentale        | 30ª Armata             | Cheng Shicai (程世才)  | 7000           |
| Shaanxi meridionale                  | 25ª Armata                             | 74ª Divisione          | Chen Xianrui(陈先瑞)   | 1400           |
| Anhui occidentale ed Hubei orientale | 28ª Armata                             | 82ª Divisione          | Gao Jingting (高敬亭)  | 2500           |
| Jiangxi settentrionale               | 16ª Divisione                          | 47º Reggimento         | Fang Buzhou(方步舟)    | 1200           |
| Fujian orientale                     | Comando Militare Fujian orientale      | Divisione Indipendente | Ye Fei(叶飞)           | 1000           |
| Fujian settentrionale                | Comando Militare Fujian settentrionale | Divisione Indipendente | Huang ligui(黄立贵)    | 3000           |
| Zhejiang meridionale                 | Comando Militare Zhejiang meridionale  | Divisione Indipendente | Su Yu(粟裕)            | 1600           |

## Equipaggiamento

### Fucili
Le armi dell'Armata Rossa cinese vennero tutte catturate dall'esercito nemico, con l'arma più importante e utile che era il fucile. Nell'inverno del 1934, le dodici divisioni della Prima Armata Rossa avevano 72.300 soldati e 25.300 fucili. Rispetto alla Prima Armata Rossa, la Quarta Armata Rossa aveva più fucili che le permettevano di reclutare molti nuovi soldati nella provincia del Sichuan. Tuttavia, le forze locali non avevano fucili. Nell'estate del 1934, la Settima Legione di Xun Huaizhou aveva 6.000 soldati ma solo 1.200 fucili, il che portò alla rapida sconfitta della Settima Legione quando tentò di attaccare Fuzhou.

### Mitragliatrici
In genere ogni reggimento dell'Armata Rossa cinese aveva una compagnia di mitragliatrici, con ogni compagnia che aveva sei o più mitragliatrici. Il tasso di equipaggiamento delle mitragliatrici dell'Armata Rossa non era inferiore a quello delle truppe d'élite delle forze nazionaliste. Questo è stato uno dei motivi importanti per cui l'Armata Rossa è stata in grado di sconfiggere le forze nazionaliste in molte occasioni. Le mitragliatrici più comuni erano la MG08, la ZB vz. 26, la M1918 Browning Automatic Rifle e la Hotchkiss Mle 1914.

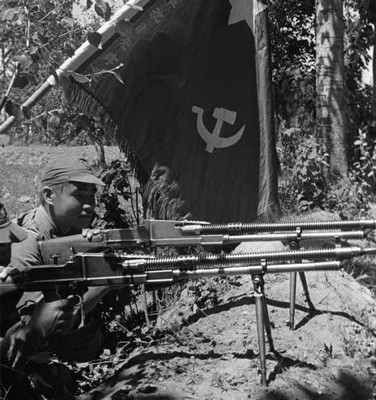
Mitragliatrici dell'Armata Rossa cinese nel 1936.

### Armi fredde
A causa della mancanza di fucili, l'Armata Rossa cinese venne costretta a usare armi fredde come spadoni, lance, sciabole e così via. In particolare, la maggior parte dei soldati delle truppe della milizia dell'Armata Rossa erano sempre armati di armi fredde. Nell'autunno del 1930, Zeng Zhongsheng comandava 30.000 guardie rosse armate di armi fredde. Nonostante il numero schiacciante di soldati rossi, 1.000 soldati avversari armati di fucili furono in grado di sconfiggere le forze di Zeng Zhongsheng.

### Mitra
Il fucile mitragliatore utilizzato dall'Armata Rossa cinese era il MP 18. Gli MP 18 vennero catturati dalle forze nazionaliste che li avevano acquistati dalla Germania. Le truppe d'élite dell'Armata Rossa usavano spesso queste armi per sconfiggere rapidamente le forze nemiche.

### Artiglieria
L'Armata Rossa cinese utilizzava l'artiglieria sequestrata alle forze nemiche. La maggior parte delle volte le Armate Rosse avevano solo mortai, con tipicamente ogni armata che aveva da tre a cinque mortai. Durante l'estate del 1930, la Quinta Armata di Peng Dehuai catturò due cannoni da montagna da 75 mm a Yuezhou, ma non avevano le munizioni necessarie.

### Aerei
Nella primavera del 1931, la Quarta Armata Rossa catturò un aereo da ricognizione delle forze nazionaliste nella provincia orientale di Hubei. Il pilota, Long Wenguang, si unì all'Armata Rossa e li aiutò ad attaccare l'esercito nemico. Prima che la Quarta Armata Rossa si ritirasse dalla sua area di base, l'aereo venne nascosto dai contadini locali e ritrovato nel 1951. La Prima Armata Rossa catturò anche due aerei da ricognizione nel 1932.